# Скорняково (Вологодская область)
Скорняково — деревня в Великоустюгском районе Вологодской области.
Входит в состав Красавинского сельского поселения, с точки зрения административно-территориального деления — в Красавинский сельсовет.
Расположена к востоку от автодороги А123, на берегу Лапинки. Расстояние по автодороге до районного центра Великого Устюга — 25 км, до центра муниципального образования Васильевского — 5 км. Ближайшие населённые пункты — Большая Синега, Медведки, Боровинка, Березниково.
По переписи 2002 года население — 52 человека (22 мужчины, 30 женщин). Преобладающая национальность — русские (98 %).

## Известные уроженцы
- Преминин, Сергей Анатольевич (18 октября 1965 — 3 октября 1986) —  Герой Российской Федерации (7 августа 1997, посмертно), матрос первого экипажа ракетного подводного крейсера стратегического назначения К-241 проекта 667 АУ 19-й дивизии 3-й флотилии подводных лодок Краснознамённого Северного флота.